# Cholit
Cholit (hebräisch חוֹלִית Sandige [Ortschaft]) ist ein Kibbuz, der zur Regionalverwaltung Eschkol im Südbezirk Israels gehört. 2018 zählte der Ort 164 Einwohner.

## Geschichte
1977 gründete die Pionierjugend Nachal die Siedlung Cholit in der Nähe von Jamit auf der Sinai-Halbinsel. Aufgrund des israelisch-ägyptischen Friedensvertrags  wurde die ursprüngliche Siedlung auf der Sinai-Halbinsel geräumt und 1982 an seinem jetzigen Standort neu gegründet. Seit 2007 zählt Cholit zum so genannten Gaza Envelope, dem Grenzgebiet entlang der Grünen Linie mit zahlreichen Einschlägen aus dem Gazastreifen, das Israels besonderer steuerlicher Förderung unterliegt.
Während des Terrorangriffs der Hamas auf Israel wurde Cholit am 7. Oktober 2023 von militanten Kämpfern der Hamas überfallen (Massaker von Cholit), wobei mindestens elf Bewohner des Ortes sowie zwei Gastarbeiter ums Leben kamen. Eine noch höhere Opferzahl unter den Bewohnern konnte dadurch verhindert werden, dass bald eine in Nitzana alarmierte Frauen-Panzerkompanie des Bataillons „Caracal“ (Wüstenluchs) eintraf.